# Spruchkörper
Ein Spruchkörper eines Gerichts ist das rechtsprechende Organ, das im einzelnen Fall in Form eines Urteils oder Beschlusses entscheidet.

## Deutschland
Die wesentlichen Stufen in Deutschland sind Einzelrichter, Kammer und Senat; in Österreich am ordentlichen Gericht Einzelrichter, Schöffengericht (Einzelrichter/Senat mit Laienrichter als Beisitzer), Geschworenengericht (Einzelrichter/Senat mit einer Laienbank) und Senat (Gremium aus Berufsrichtern).

### Gericht und Spruchkörper
Jedes Gericht im organisatorischen Sinne (Beispiel: Landgericht) besteht aus mehreren Spruchkörpern (Beispiel: Zivilkammer).
Das Gesetz sieht verschiedene Arten von Spruchkörpern vor. Welcher von mehreren gleichartigen Spruchkörpern eines Gerichts zuständig ist, ergibt sich aus dem Geschäftsverteilungsplan. In Verfahrensgesetzen wird oft der Begriff „Gericht“ im prozessualen Sinne verwendet und meint dann den zuständigen Spruchkörper (Beispiel § 203 StPO: „Das Gericht beschließt die Eröffnung des Hauptverfahrens, wenn […]“). Der innerhalb des Spruchkörpers das Verfahren bearbeitende Richter ist der Berichterstatter, der auch die Entscheidungen des Spruchkörpers mit ausformulierten und, wenn erforderlich, bereits begründeten Beschlussvorlagen (Urteils- und Beschlussentwürfe), in der Fachsprache Votum genannt, vorbereitet.

### Einteilung
In Deutschland kann man nach der Bezeichnung der Spruchkörper im Wesentlichen drei Stufen unterscheiden:
- Einzelrichter (in Strafsachen Strafrichter oder Jugendrichter genannt)
- Kammer
- Senat (u. a. regelmäßig bei den Bundesgerichten: BGH, BAG, BVerwG, BSG, BFH, BVerfG und bei den Oberlandesgerichten[1])

Bezogen auf die Zusammensetzung der Spruchkörper kann man wie folgt unterscheiden
- Spruchkörper mit einem Berufsrichter
- Spruchkörper mit einem Berufsrichter und mehreren ehrenamtlichen Richtern
- Spruchkörper mit mehreren Berufsrichtern
- Spruchkörper mit mehreren Berufsrichtern und ehrenamtlichen Richtern.

Beim Bundespatentgericht bestehen ebenfalls Senate, die eine außergewöhnliche Breite in der Besetzung aufweisen (drei, vier oder fünf Berufsrichter), diese unterschiedlich aufgeteilt auf Richter mit normaler Qualifikation (rechtskundige Mitglieder) und technische Richter (nach der nur für dieses Gericht geltenden Sonderregelung in § 120 DRiG).

### Grundrecht auf den gesetzlichen Richter
Eine Entscheidung durch den falschen Spruchkörper berührt das justizielle Grundrecht auf den gesetzlichen Richter. Innerhalb eines Gerichts wird ein Verfahren vom unzuständigen an den richtigen Spruchkörper formlos abgegeben oder verwiesen. Urteile, die vom falschen Spruchkörper gefällt werden, sind in der Regel revisibel; Beschlüsse können mit der (sofortigen) Beschwerde angefochten werden.

### Einzelne Spruchkörper in den verschiedenen Gerichtszweigen

#### Ordentliche Gerichtsbarkeit
- Amtsgericht
  - Einzelrichter – in Strafsachen: Strafrichter oder Jugendrichter genannt
  - Schöffengericht – 1 Berufsrichter, 2 Schöffen
    - erweitertes Schöffengericht – 2 Berufsrichter, 2 Schöffen; kommt selten vor

- Landgericht
  - Zivilsachen
    - Zivilkammer – 3 Berufsrichter
    - Einzelrichter – Soweit grundsätzlich die Zivilkammer zuständig ist, kann sie einfachere Fälle dem Einzelrichter übertragen. Der Einzelrichter kann schwierigere Fälle auf die Zivilkammer übertragen.
    - Kammer für Handelssachen – 1 Berufsrichter, 2 Handelsrichter. Der Vorsitzende kann in gewissen Fällen auch allein entscheiden.

  - Strafsachen
    - kleine Straf- und Jugendkammer – 1 Berufsrichter, 2 Schöffen
    - große Straf- und Jugendkammer – 3 [in manchen Fällen nur 2] Berufsrichter, 2 Schöffen
      - Schwurgericht – 3 Berufsrichter, 2 Schöffen

    - Strafvollstreckungskammer – 3 Berufsrichter; in manchen Fällen nur 1 Berufsrichter

- Oberlandesgericht
  - Zivilsenat – 3 Berufsrichter
  - Einzelrichter – in manchen Fällen in Zivilsachen
  - Strafsenat – 3 oder 5 Berufsrichter

- Bundesgerichtshof
  - Zivilsenat – 5 Berufsrichter
  - Strafsenat – 5 Berufsrichter (bei Beschwerden gegen Maßnahmen der Ermittlungsrichter nur 3 Berufsrichter)

#### Verwaltungsgerichtsbarkeit
- Verwaltungsgericht
  - Kammer – 3 Berufsrichter, 2 ehrenamtliche Richter
  - Fachkammer (Personalvertretung) – 1 Berufsrichter, 4 ehrenamtliche Richter
  - Einzelrichter

- Oberverwaltungsgericht (Verwaltungsgerichtshof)
  - Senat – 3 Berufsrichter; nach Landesrecht auch 5, auch zusätzlich 2 ehrenamtliche Richter

- Bundesverwaltungsgericht
  - Senat – 5 Richter; außerhalb mündlicher Verhandlung 3 Richter

#### Arbeitsgerichtsbarkeit
- Arbeitsgericht
  - Kammer – 1 Berufsrichter, 2 ehrenamtliche Richter; in bestimmten Fällen kann Vorsitzender allein entscheiden

- Landesarbeitsgericht
  - Kammer – 1 Berufsrichter, 2 ehrenamtliche Richter

- Bundesarbeitsgericht
  - Senat – 3 Berufsrichter, 2 ehrenamtliche Richter

#### Finanzgerichtsbarkeit
- Finanzgericht
  - Senat – 3 Berufsrichter, 2 ehrenamtliche Richter
  - Einzelrichter

- Bundesfinanzhof
  - Senat – 5 Richter; außerhalb mündlicher Verhandlung 3 Richter

#### Sozialgerichtsbarkeit
- Sozialgericht
  - Kammer – 1 Berufsrichter, 2 ehrenamtliche Richter
- Landessozialgericht
  - Senat – 3 Berufsrichter, 2 ehrenamtliche Richter
- Bundessozialgericht
  - Senat – 3 Berufsrichter, 2 ehrenamtliche Richter

#### Verfassungsgerichtsbarkeit
- Bundesverfassungsgericht
  - Senat – 8 Richter; beschlussfähig ab 6 Richter
  - Kammer – 3 Richter; einstimmige Entscheidung an Stelle des Senats bei Verfassungsbeschwerden und Richtervorlagen nach Art. 100 Abs. 1 GG